# Borsonella nicoli
Borsonella nicoli är en snäckart som beskrevs av Dall 1919. Borsonella nicoli ingår i släktet Borsonella och familjen kägelsnäckor. Inga underarter finns listade i Catalogue of Life.